# つやま (列車)
つやまは、西日本旅客鉄道（JR西日本）が、かつて津山線の岡山駅 - 津山駅間で運転していた急行列車である。

## 概要
智頭急行智頭線の開業後、津山線で運転されていた岡山駅 - 鳥取駅間の急行「砂丘」が1997年に廃止され、すべて快速列車である「ことぶき」に置き換えられる予定であったが、急行がなくなると地域のイメージダウンになると考えた津山市や地元の商工会から猛反発を受け、「砂丘」の1往復が急行列車として残されたもので、この列車が「つやま」として岡山駅 - 智頭駅間（津山駅 - 智頭駅間は快速列車）で運転を開始したものである。
快速「ことぶき」とは停車駅と所要時間の大差がないことに加え、晩年は車両も快速・普通列車用との共通運用であったために、その差異は急行料金の有無となった。2007年には「みよし」の廃止に伴い、JR唯一の昼行急行列車となったが、2009年春のダイヤ改正で「ことぶき」に統合され廃止。これによりJRから定期昼行急行列車が消滅した。

## 廃止時の運行概況
運転開始当初から廃止まで、岡山駅 - 津山駅間（58.7km）で1往復運転されていた。1997年11月29日の運転開始から1999年10月1日まで、岡山駅 - 津山駅間は急行列車、津山駅 - 智頭駅間は快速列車として運転されていたが、翌2日の改正で岡山駅 - 津山駅間の運転に見直された。
列車番号は、901D - 902Dと運転線区で変更がなかった。ただし、津山線の起点は岡山駅であるが、実際は津山駅から岡山駅へ向かう列車が下り、逆方向が上りとなっていた。下りは号数+900の奇数で901D、上りは号数+900の偶数で902Dであった。

### 停車駅
岡山駅 - 金川駅 - 福渡駅 - 弓削駅 - 亀甲駅 - 津山駅
- なお、快速「ことぶき」の最速達列車は上記のほかに法界院駅に停車する。

### 使用車両・編成
運転開始当初は、半室グリーン車であるキロハ28形が連結されたキハ58系の3両編成で運転されていた。2003年10月からはキハ48形またはキハ47形の2両編成に置き換えられグリーン車の連結は廃止、最高速度が従来の85km/hから95km/hに向上してダイヤ上の制約が解消されたが、これらは近郊列車用に設計された一般型気動車であり、急行列車にもかかわらず車内の座席が一部ロングシートのセミクロスシートという、いわゆる「遜色急行」となって廃止時まで運行された。

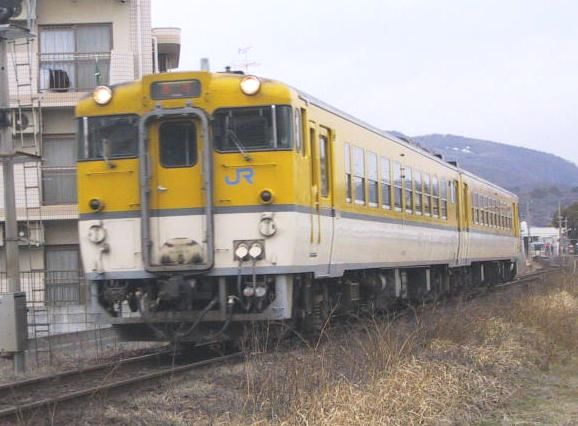
広島色のキハ48形で運行される急行「つやま」
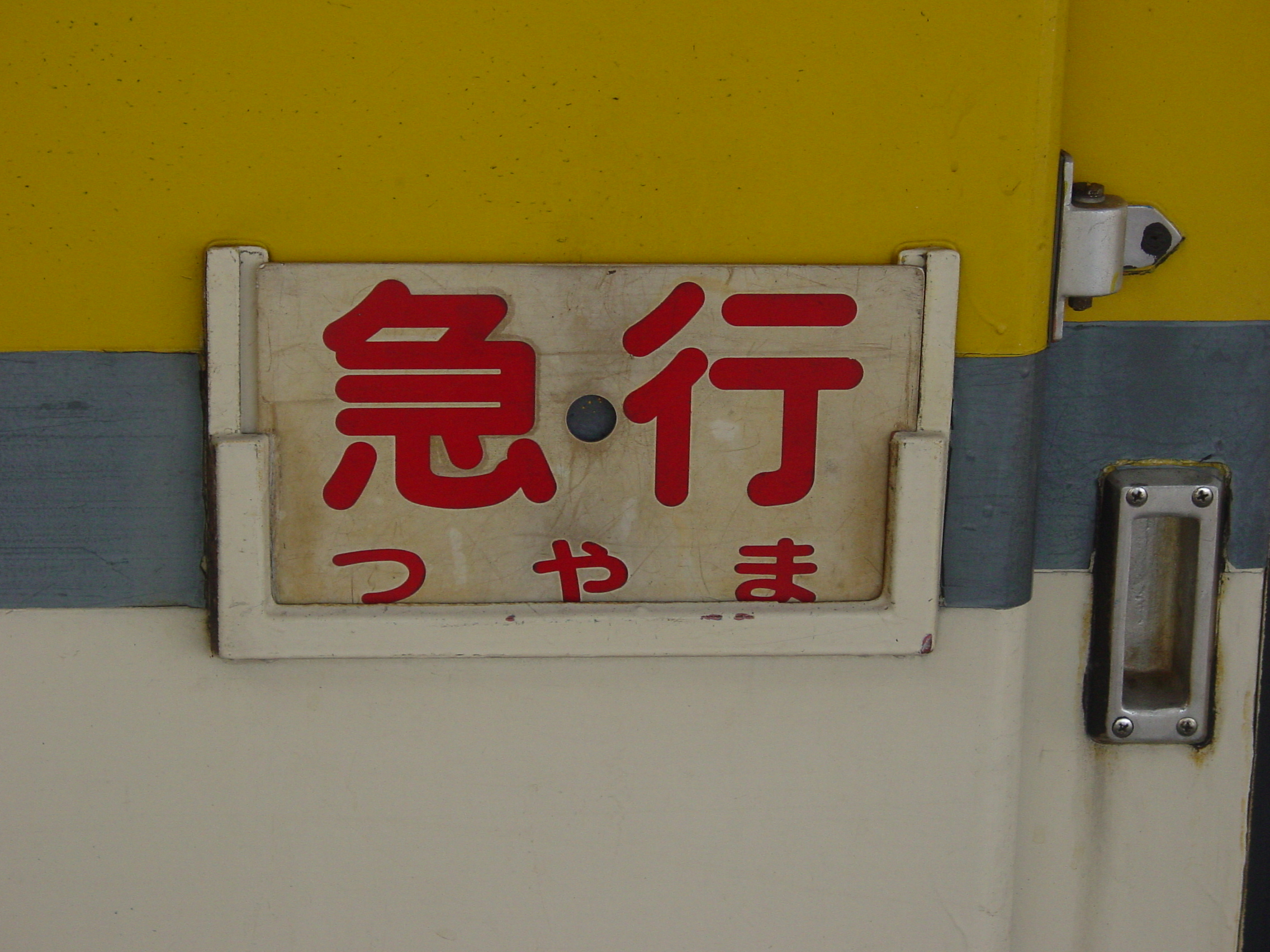
急行「つやま」のサボ

## 沿革
- 1997年（平成9年）11月29日：岡山駅 - 智頭駅間で運転開始（津山駅 - 智頭駅間は快速列車）[2]。
- 1999年（平成11年）10月2日：津山駅 - 智頭駅間が廃止され、岡山駅 - 津山駅間に短縮される。
- 2003年（平成15年）10月1日：使用車両がキハ48・47形に変更。これに伴いグリーン車の連結を廃止。
- 2005年（平成17年）2月26日 - 3月14日：玉柏駅 - 牧山駅間で発生した土砂崩れのため運休[3][4]。
- 2006年（平成18年）11月19日 - 2007年（平成19年）3月17日：玉柏駅 - 牧山駅間で発生した落石のため、再び運休[5]。
- 2009年（平成21年）3月13日：廃止[6]。これによりJRの昼行急行列車は全廃となった。